# Notharchus pectoralis
Notharchus pectoralis е вид птица от семейство Bucconidae.

## Разпространение
Видът е разпространен в Еквадор, Колумбия и Панама.